# Nanocladius argentiplumus
Nanocladius argentiplumus är en tvåvingeart som beskrevs av Harrison 1994. Nanocladius argentiplumus ingår i släktet Nanocladius och familjen fjädermyggor. Inga underarter finns listade i Catalogue of Life.